# Aeroporto di Akure
L'Aeroporto di Akure (IATA: AKR, ICAO: DNAK), è un aeroporto nigeriano situato ad est della città di Akure, capitale dello stato federale dell'Ondo, raggiungibile da essa tramite la Oba Ile Road e collegato alla rete autostradale nazionale tramite la A122 highway.
La struttura, posta all'altitudine di 335 m (1 100 ft) sul livello del mare, è dotata di un solo terminal ed una sola pista con fondo in asfalto lunga 2 803 m e larga 45 m (9 195 x 148 ft) con orientamento 03/21, e priva di apparecchiature per l'atterraggio strumentale ILS.
L'aeroporto è gestito dalla Federal Airports Authority of Nigeria (FAAN), effettua attività secondo le regole e gli orari VFR ed è aperto al traffico commerciale.